# Aéroport international de Sébastopol
L'aéroport international de « Belbek » Sébastopol (en ukrainien : Міжнародний аеропорт "Бельбек", en russe : Международный аэропорт "Бельбек", г.Севастополь) est un aéroport (code IATA : UKS • code OACI : UKFB) situé à Belbek et desservant la ville de Sébastopol, et plus largement la Crimée.

## Historique

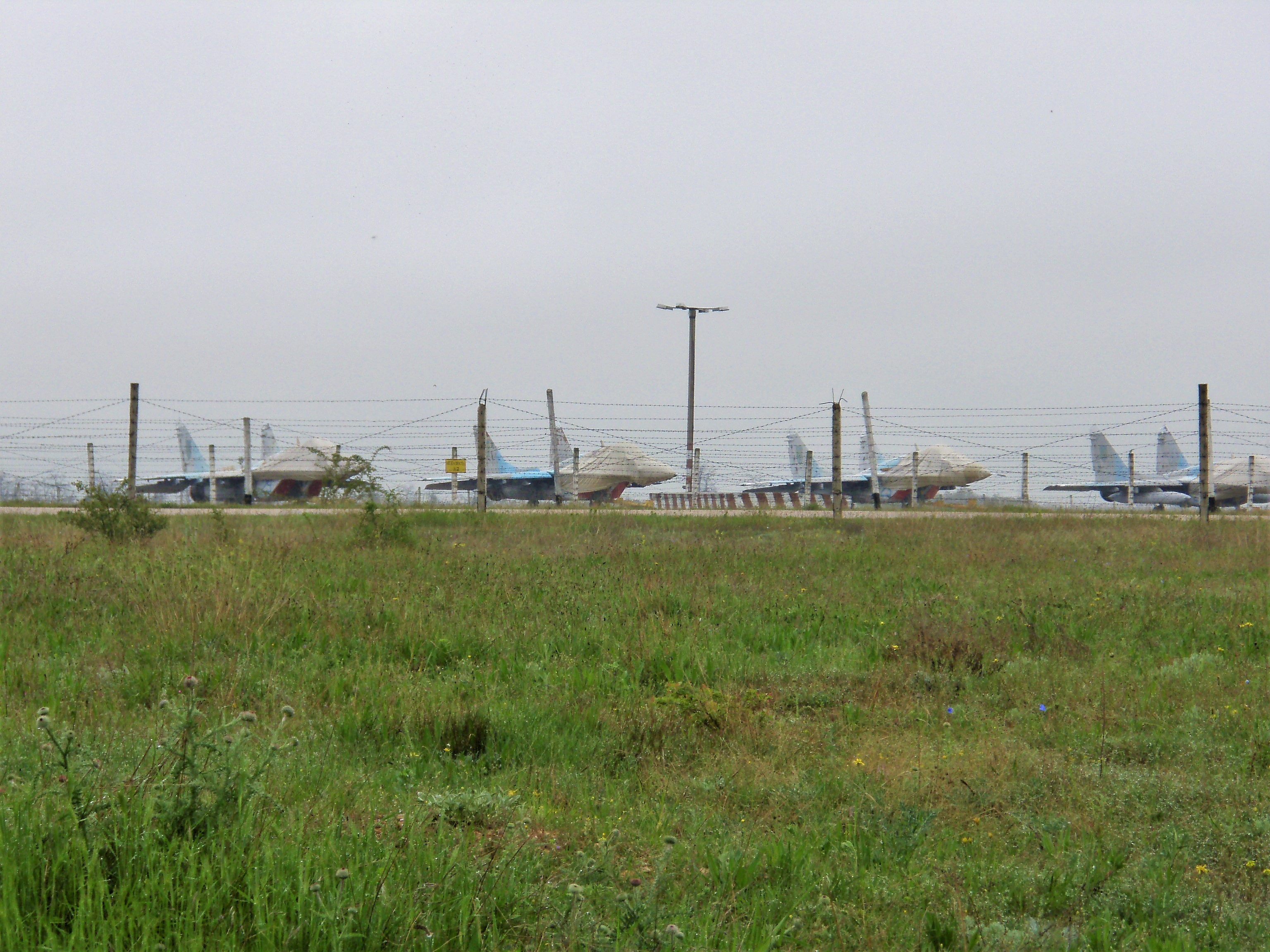
MiG-29 de la Brigade d'aviation tactique stationnés sur l'aérodrome de Belbek en mai 2011.

L'aérodrome est construit en juin 1941, au cours de la Seconde Guerre mondiale. Initialement, il abritait une unité de l'Armée de l'air soviétique. Construit sans piste durcie, après la guerre, l'aérodrome est doté d'une piste en béton, mais reste exclusivement utilisé par l'armée. Au cours de la deuxième moitié des années 1980, à la suite de l'arrivée au pouvoir de Mikhaïl Gorbatchev, l'aérodrome est considérablement rénové, du fait qu'il devait être utilisé par la présidence pour se rendre dans la datcha présidentielle sur la côte sud de la Crimée, près du cap Foros. L'aéroport devient par la suite utilisable à des fins civiles.
Le nom d'origine de l'aéroport vient du fleuve Belbek, dans le sud-ouest de la Crimée. Depuis juillet 2002, l'aérodrome est officieusement utilisé également par l'aviation civile. En décembre 2002 l'aéroport a reçu une licence pour les vols internationaux. Entre 2002 et 2007, plus de 2 500 vols ont été effectués, transportant environ 25 000 passagers.
En 2007, les vols civils ont à nouveau été suspendus. Cependant, au printemps 2009, il a été annoncé que la reprise des liaisons aériennes devrait commencer dans un proche avenir. L'utilisation militaire de l'aéroport continue à ce jour par la 204e Brigade d'aviation tactique opérant des MiG-29.

## Compagnies et destinations
| Compagnies | Destinations |
| ---------- | ------------ |

## Invasion russe
Le 28 février 2014, le ministre de l'Intérieur de l'Ukraine Arsen Avakov affirme que l'aéroport a été bloqué par des militaires russes, et des hommes armés non identifiés patrouillent dans la zone. Il déclare sur son compte Twitter que « je ne peux décrire cela que comme une invasion militaire et une occupation ». Le ministère russe des Affaires étrangères a refusé de commenter,.
Le 11 mars, l'aéroport se dote d'un nouveau site Web (http://www.belbek62.com.ua/), les militaires rendant compte directement de ce qui se passe. Selon le site, il y a eu un incendie sur la base aérienne militaire (воинская часть А - 4515), gardée par ces soldats pro-russes non identifiés.
Le 14 mars, le colonel Iouliy Mamtchour lance un appel sur YouTube au gouvernement ukrainien, lui demandant de donner des ordres écrits à toutes les troupes ukrainiennes en Crimée. Au cas où il ne recevrait pas d'ordres, lui et la 204e brigade d'aviation tactique (implantée à l'aéroport depuis décembre 2007) se battront, même s'ils ne peuvent pas résister longtemps.
Le 19 mars, vers 20h30, les troupes ukrainiennes ouvrent le feu contre des forces hostiles non identifiées qui tentent de s'emparer de la base en lançant des grenades assourdissantes. Les attaquants ont été repoussés. Le 22 mars 2014, la base est capturée par des forces spéciales russes soutenues par six blindés BTR-80 qui lancent des grenades fumigènes contre les installations de la base. Un journaliste et un soldat ukrainien sont blessés dans l'assaut, le colonel Iouliy Mamtchour est capturé par les Russes.